# Gare de Sceaux
Gare de Sceaux vasútállomás és RER állomás Franciaországban, Sceaux településen.

## Vasútvonalak
Az állomást az alábbi vasútvonalak érintik:
- Ligne de Sceaux

## Kapcsolódó állomások
A vasútállomáshoz az alábbi állomások vannak a legközelebb:
- Gare de Bourg-la-Reine (Gare de Mitry - Claye, Gare Aéroport Charles-de-Gaulle 2 TGV, B RER-vonal)
- Gare de Fontenay-aux-Roses (Gare de Robinson, B RER-vonal)

## Lásd még
- Franciaország vasútállomásainak listája
- A RER állomásainak listája